# Kala Patthar
Kala Patthar är en bergstopp på 5 545 meter över havet belägen i Mount Everest-området, söder om bergskedjan Pumori (7161 m).
Dess relativa höjd är endast 10 meter, men är ändå ett populärt mål bland vandrare, eftersom bergstoppen ger en bra utsiktspunkt mot Mount Everest, Lhotse, Nuptse Nup II och Changtse. Världens högsta webbkamera, Mount Everest webcam, är stationerad här. 
Klättring börjar vid Gorakshep (5164 m), som var det ursprungliga baslägret för bestigningen av Mount Everest.

Utsikt mot Mount Everest och Khumbu-glaciären från Kala Patthars topp.

## Etymologi
Kala Patthar betyder 'svart klippa' på både nepali och hindi.

## Övrigt
I december 2009 höll premiärminister Madhav Kumar Nepal och det nepalesiska kabinettet ett kort kabinettsmöte vid Kala Patthars basläger som en manifestation för den pågående klimatförändringen.

Uppstigning av Kala Patthar
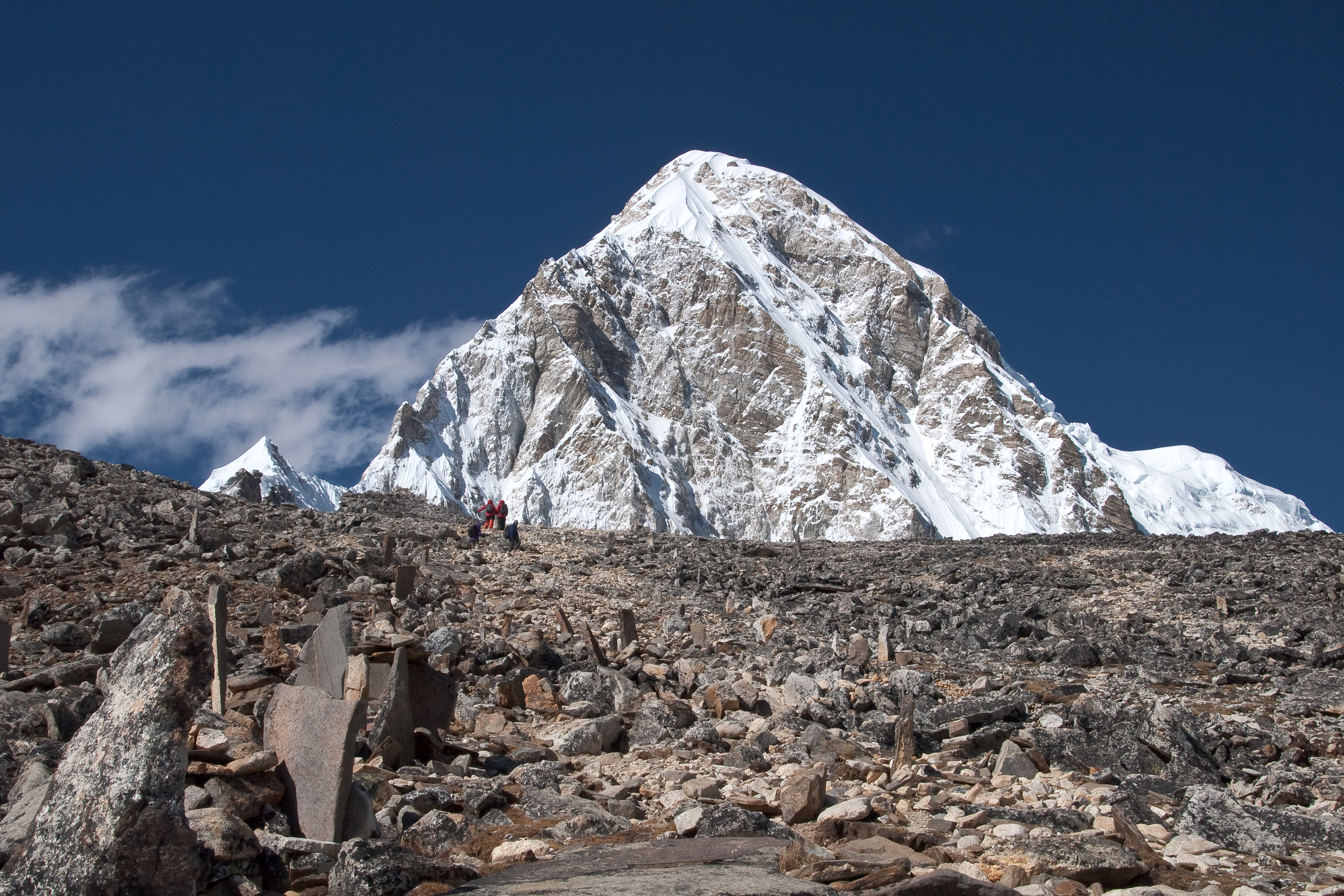
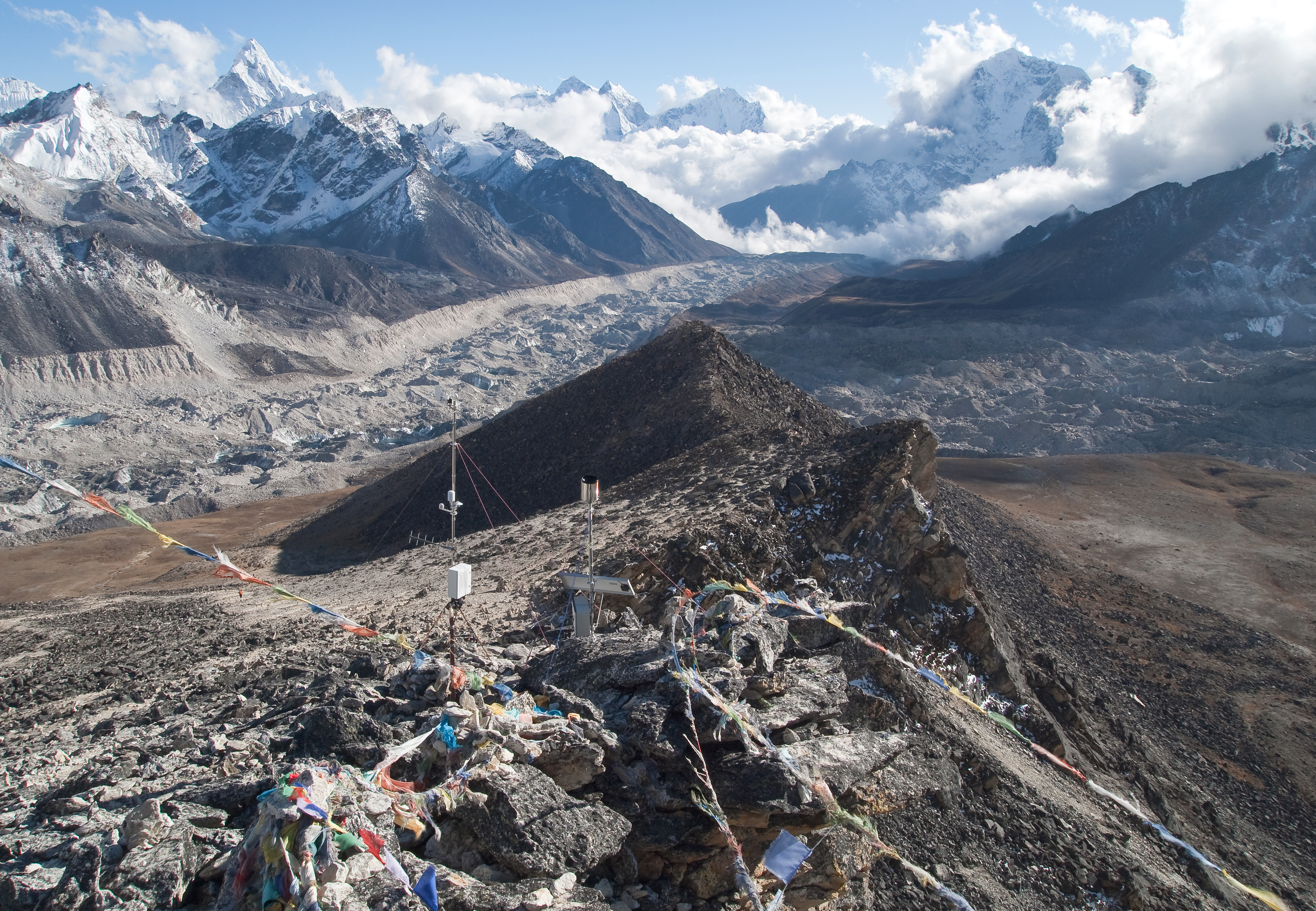
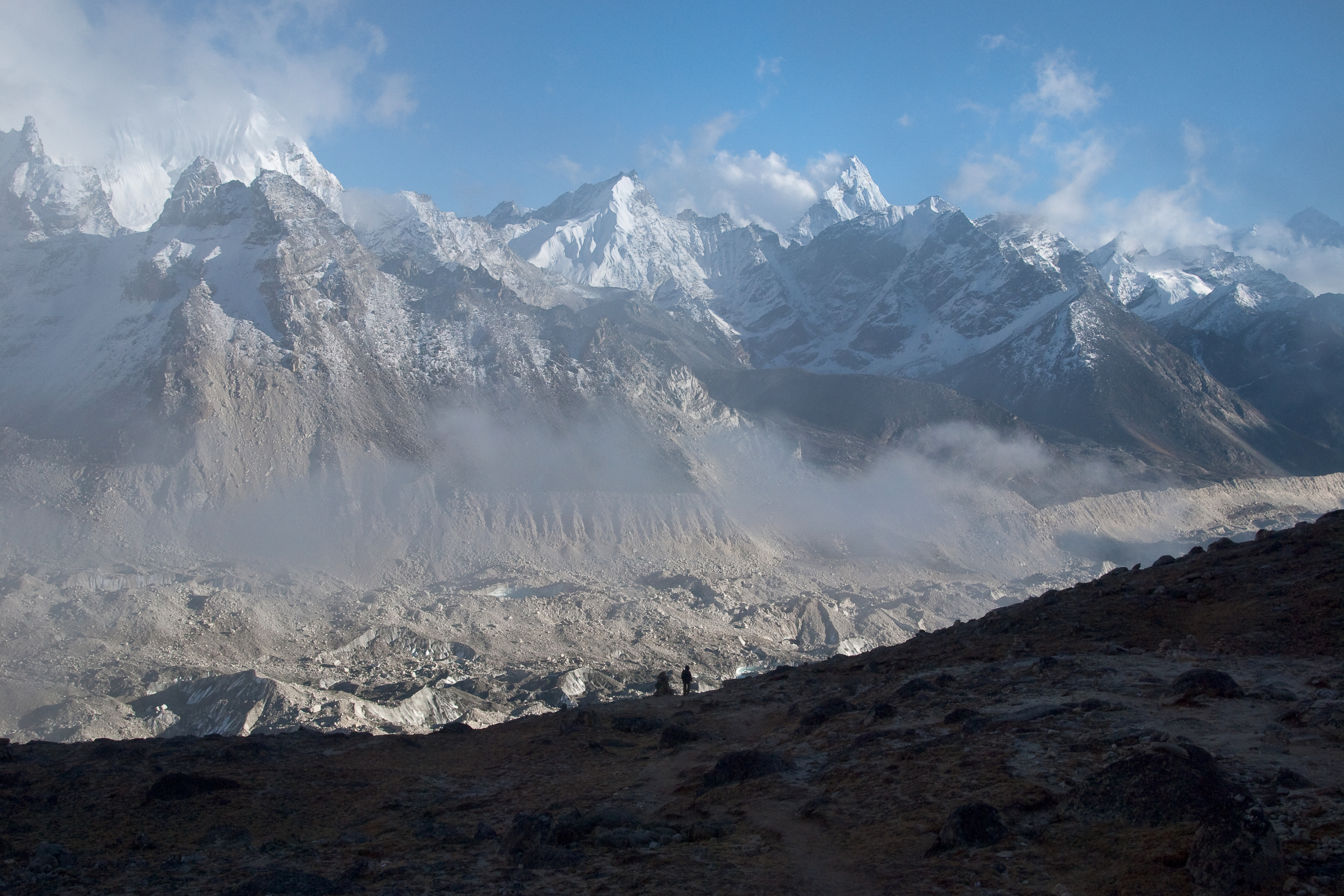
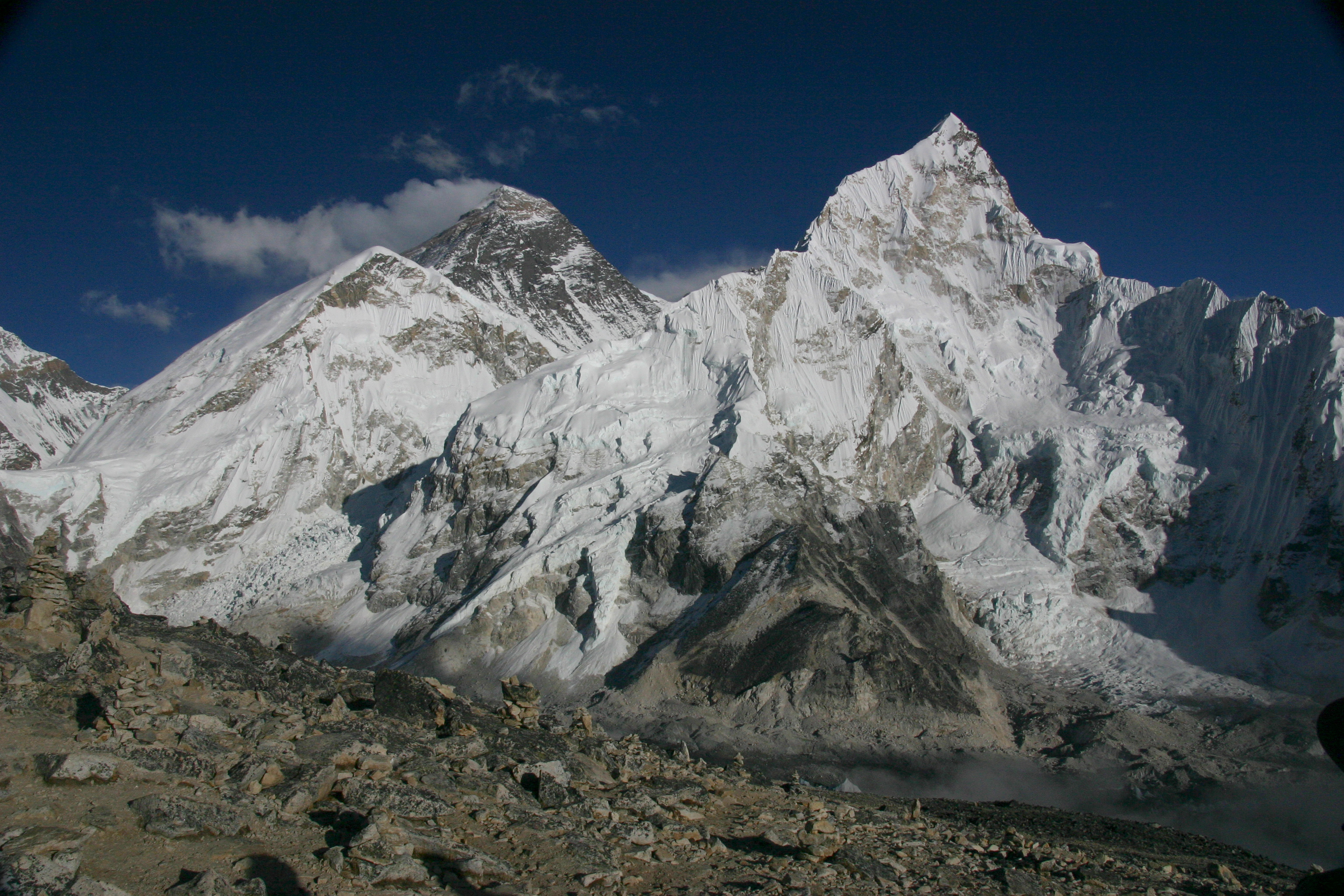